# Kastrierhaken

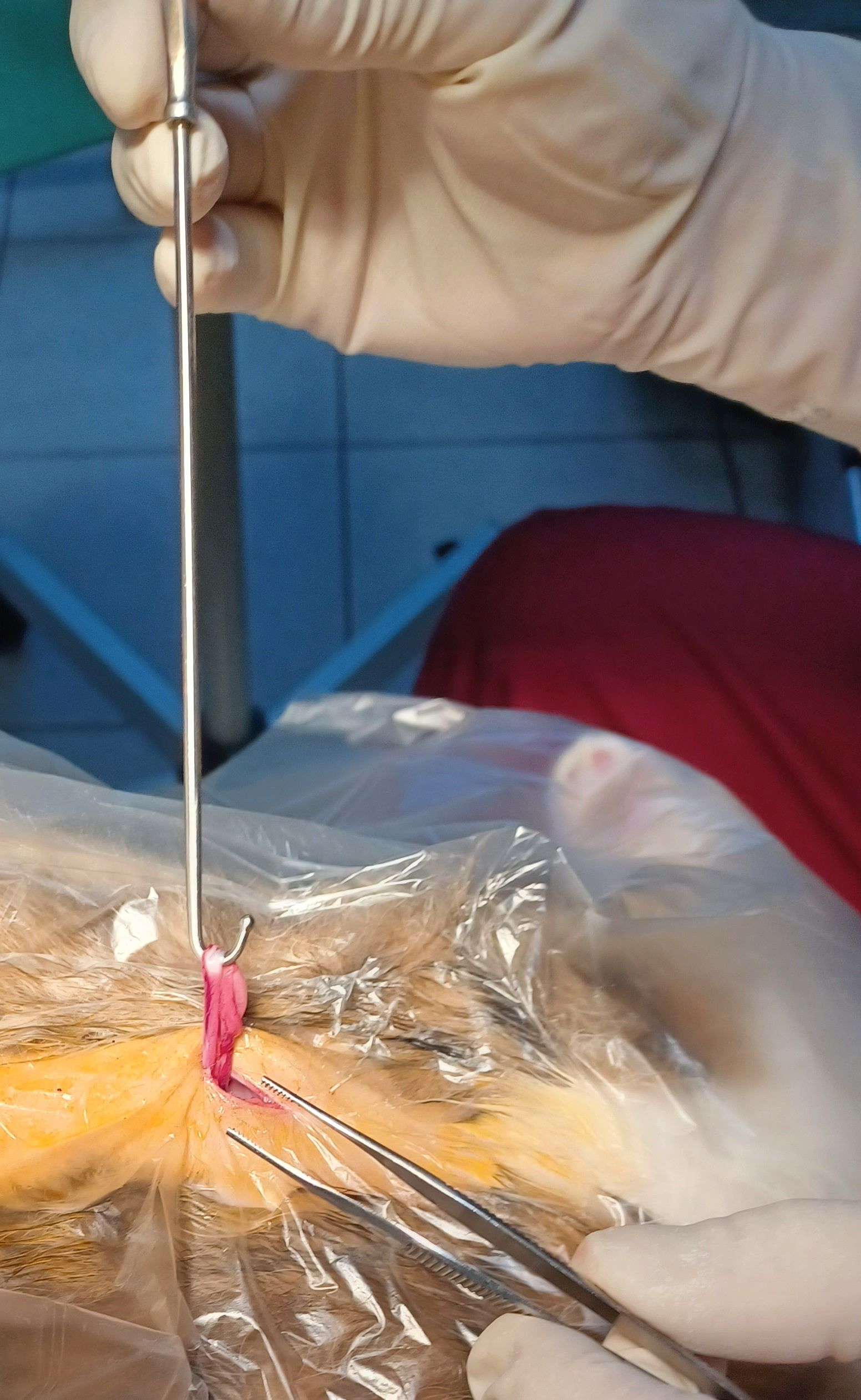
Einsatz eines Kastrierhakens zur Vorverlagerung eines Eierstocks

Der Kastrierhaken ist ein einfaches tiermedizinisches Instrument zur Kastration weiblicher Katzen. Das Ende des Hakens ist kugelförmig abgerundet. Dies verhindert, dass bei der Kastration innere Organe verletzt werden. Der Kastrierhaken wird durch einen kleinen Schnitt in der Bauchdecke eingeführt. Anschließend wird er blind zur rückenseitigen Abschnitt der Bauchhöhle geführt und durch leichte Drehung in Gebärmutterhorn und breites Gebärmutterband (Ligamentum latum uteri) eingehakt. Anschließend kann das Hornende samt Eierstock und Eileiter nach außen verlagert und abgebunden werden.